# Мезервиль
Мезерви́ль (фр. Mézerville) — коммуна во Франции, находится в регионе Лангедок — Руссильон. Департамент коммуны — Од. Входит в состав кантона Саль-сюр-л’Эр. Округ коммуны — Каркасон.
Код INSEE коммуны — 11231.

## Население
Население коммуны на 2008 год составляло 95 человек.
| 1962 | 1968 | 1975 | 1982 | 1990 | 1999 | 2008 |
| ---- | ---- | ---- | ---- | ---- | ---- | ---- |
| 73   | 87   | 84   | 87   | 70   | 81   | 95   |

## Экономика
В 2007 году среди 61 человека в трудоспособном возрасте (15—64 лет) 44 были экономически активными, 17 — неактивными (показатель активности — 72,1 %, в 1999 году было 65,4 %). Из 44 активных работали 42 человека (25 мужчин и 17 женщин), безработных было 2 (1 мужчина и 1 женщина). Среди 17 неактивных 4 человека были учениками или студентами, 8 — пенсионерами, 5 были неактивными по другим причинам.